# Jianianhualong
Jianianhualong ("drak společnosti Jianianhua") byl rod malého opeřeného teropodního dinosaura, žijícího v období rané křídy (geologický věk barrem až apt, asi před 125 až 122 miliony let) na území dnešní čínské provincie Liaoning (souvrství Yixian).

## Popis
Tento dravý troodontid byl vědecky popsán mezinárodním týmem vědců v roce 2017. Jedním z autorů popisné studie byl i kanadský paleontolog Philip J. Currie). Dinosaurus byl objeven i s fosilními otisky opeření, přičemž nejdelší dochovaná pera na ocase byla dlouhá až 120 mm.

## Rozměry
Typový exemplář tohoto druhu měřil zaživa asi 112 cm na délku (fosilii chybí část ocasní páteře). Krk měří 16 cm, torzo 17 cm a nekompletní ocas 54 cm. Na základě délky stehenní kosti 11,7 cm odhadli autoři popisné studie, že zvíře vážilo asi 2 až 2,4 kilogramu. Podle stupně srůstu obratlů se přitom zdá, že šlo již o dospělého jedince.

## Klasifikace
Jianianhualong byl vývojově primitivním zástupcem čeledi Troodontidae a konkrétně byl blízce příbuzný rodům Sinusonasus, Sinornithoides, Mei a Byronosaurus.